# Лукашівка (Глобинська міська громада)
Лукаші́вка — село в Україні, у Глобинській міській громаді Кременчуцького району Полтавської області. Населення становить 97 осіб. До 2020 орган місцевого самоврядування — Куп'єватівська сільська рада. Окрім Лукашівки, сільській раді були підпорядковані с. Куп'євате, с. Демидівка, с. Майданівка, с. Манилівське.

## Географія
Село Лукашівка знаходиться за 1 км від села Куп'євате і за 4 км від села Великі Кринки. У селі великий ставок.

## Історія
12 червня 2020 року, відповідно до розпорядження Кабінету Міністрів України № 721-р «Про визначення адміністративних центрів та затвердження територій територіальних громад Полтавської області», село увійшло до складу Глобинської міської громади.
19 липня 2020 року, в результаті адміністративно - територіальної реформи та ліквідації Глобинського району, село увійшло до складу новоутвореного Кременчуцького району.

## Населення
Населення станом на 1 січня 2011 року становить 97 осіб.
- 2001 — 141
- 2011 — 97 жителів

### Мова
Розподіл населення за рідною мовою за даними перепису 2001 року:
| Мова       | Кількість | Відсоток |
| ---------- | --------- | -------- |
| українська | 134       | 95.04%   |
| російська  | 7         | 4.96%    |
| Усього     | 141       | 100%     |